# Liste der Biografien/Aur
Liste der Biografien |
Portal Biografien |
Personensuche
# |
A |
B |
C |
D |
E |
F |
G |
H |
I |
J |
K |
L |
M |
N |
O |
P |
Q |
R |
S |
T |
U |
V |
W |
X |
Y |
Z |
?
 
Aa |
Ab |
Ac |
Ad |
Ae |
Af |
Ag |
Ah |
Ai |
Aj |
Ak |
Al |
Am |
An |
Ao |
Ap |
Aq |
Ar |
As |
At |
Au |
Av |
Aw |
Ax |
Ay |
Az
 
Aua |
Aub |
Auc |
Aud |
Aue |
Auf |
Aug |
Auh |
Aui |
Auj |
Auk |
Aul |
Aum |
Aun |
Aup |
Aur |
Aus |
Aut |
Auv |
Auw |
Aux |
Auz
Die Liste der Biografien führt alle Personen auf, die in der deutschsprachigen Wikipedia einen Artikel haben. Dieses ist eine Teilliste mit 193 Einträgen von Personen, deren Namen mit den Buchstaben „Aur“ beginnt.

## Aur

### Aura
- Aura Jorro, Francisco, spanischer Altphilologe (Gräzist) und Mykenologe
- Aura Poku, Gründerin und erste Königin von Baulé
- Aura, Gloria (* 1985), mexikanische Schauspielerin und Sängerin
- Aura, Matti (1943–2011), finnischer Politiker (Kokoomus), Mitglied des Reichstags und Wirtschaftsmanager
- Aura, Teuvo (1912–1999), finnischer Politiker
- Auracher von Aurach, Joseph Christian (1756–1831), österreichischer Generalmajor und Militärwissenschaftler
- Auracher, Patrick (* 1990), deutscher Fußballspieler
- Auracher, Theodor (1849–1891), deutscher Altphilologe und Fachautor
- Aurada, Fritz (1917–2004), österreichischer Kartograph, Geograph und Autor
- Auradou, David (* 1973), französischer Rugbyspieler
- Auram, John Bosco (* 1972), papua-neuguineischer Geistlicher, römisch-katholischer Bischof von Kimbe
- Aurand, Henry (1894–1980), US-amerikanischer Offizier, Generalleutnant der US-Army
- Aurand, Karl (1923–2007), deutscher Physiker
- Aurand, Ute (* 1957), deutsche experimentelle Filmemacherin, Kuratorin und Dozentin
- Aurangzeb (1618–1707), Großmogul von Indien (1658–1707)Aurangzeb (1618–1707)

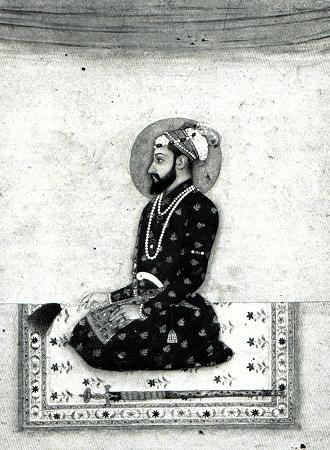
Aurangzeb (1618–1707)

- Aurangzeb, Muhammad (* 1964), pakistanischer Banker und Politiker
- Auras, André (* 1991), senegalesisch-französischer Fußballspieler
- Auras, Hans (1929–2016), deutscher Architekt
- Auras, Heinz (1925–1975), deutscher Fußballspieler
- Aurass, Dieter (* 1955), deutscher Autor und Kriminalbeamter

### Aurb
- Aurbach, Gerald D. (1927–1991), US-amerikanischer Physiologe und Endokrinologe
- Aurbach, Johann Christoph († 1739), Hofrat und Kanzleidirektor des Stifts Quedlinburg
- Aurbach, Johann Gottlieb (1707–1782), Amtsrat, Amtmann und Rittergutsbesitzer
- Aurbacher, Ludwig (1784–1847), deutscher Schriftsteller

### Aure
- Aure, Aud Inger (1942–2023), norwegische Politikerin
- Auré, Joseph (1932–2016), französischer Radrennfahrer
- Aurea (* 1987), portugiesische Soul-/Pop-Sängerin und SongwriterinAurea (* 1987)

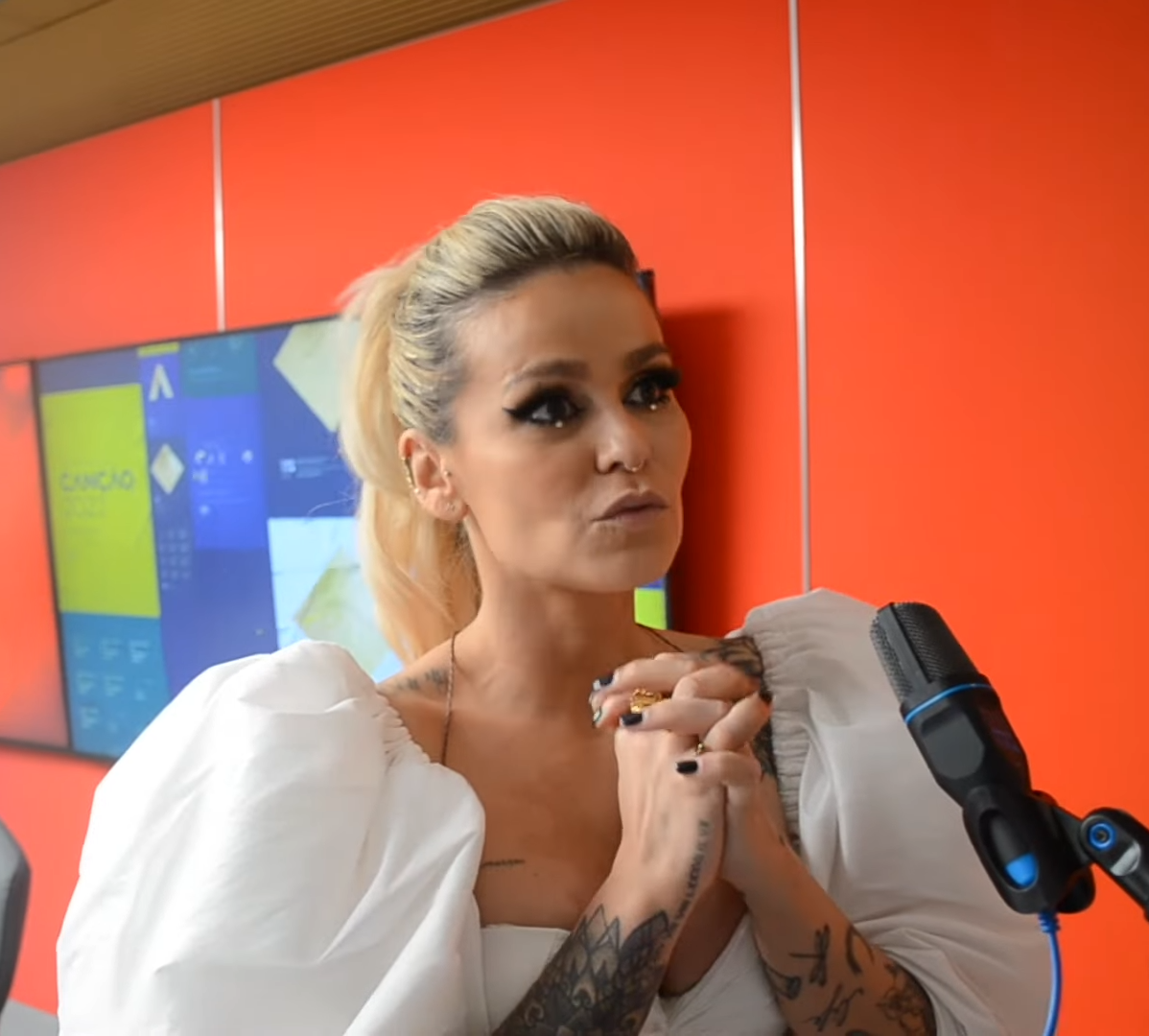
Aurea (* 1987)

- Áurea Carolina (* 1983), brasilianische Politikerin
- Aureden, Lilo (* 1912), deutsche Sachbuchautorin
- Auředniček, Anna (1873–1957), tschechische Übersetzerin und Kulturvermittlerin
- Aurednik, Lukas (1918–1997), österreichischer Fußballspieler und -trainer
- Aureggi, Aldo (1931–2020), italienischer Florettfechter
- Aurel, Jean (1925–1996), französischer Filmregisseur und Drehbuchautor
- Aureli, Andrea (1923–2007), italienischer Schauspieler
- Aureli, Aurelio, italienischer Librettist
- Aureli, Giuseppe (1858–1929), italienischer Maler
- Aurelia († 54 v. Chr.), Mutter Julius Caesars
- Aurelia Fadilla, Tochter des Antoninus Pius und der älteren Faustina
- Aurelia von Regensburg († 1027), deutsche Heilige französischer Herkunft
- Aurelia, Chiara (* 2002), US-amerikanische Schauspielerin
- Aurelian (214–275), römischer Kaiser (270–275)Aurelian (214–275)

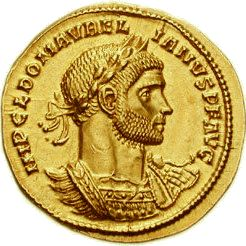
Aurelian (214–275)

- Aurelian, Petre S. (1833–1909), rumänischer Politiker, Ministerpräsident
- Aurelianus, oströmischer Politiker und Konsul (400)
- Aurelianus von Limoges, Bischof von Limoges
- Aurelianus, Ambrosius, britischer General
- Aurelio († 774), König von Asturien
- Aurélio, Fábio (* 1979), brasilianischer Fußballspieler
- Aurélio, João Miguel Coimbra (* 1988), portugiesischer Fußballspieler
- Aurelio, Lucas, spanisch-amerikanischer Schauspieler
- Aurélio, Marcos (* 1984), brasilianischer Fußballspieler
- Aurélio, Mehmet (* 1977), brasilianisch-türkischer Fußballspieler
- Aurelios Zopyros, Olympiasieger (Antike)
- Aurelius Aquila, Titus, römischer Offizier (Kaiserzeit)
- Aurelius Arcadius, römischer Jurist
- Aurelius Argivus, Centurio (Legio III Italica)
- Aurelius Atilianus, Gaius, römischer Offizier (Kaiserzeit)
- Aurelius Aurelianus, Publius, römischer Offizier (Kaiserzeit)
- Aurelius Castus, Marcus, römischer Offizier (Kaiserzeit)
- Aurelius Claudianus, Marcus, römischer Centurio (Kaiserzeit)
- Aurelius Cotta Maximus Messallinus, Marcus, Konsul im Jahr 20
- Aurelius Cotta, Gaius, römischer Konsul 199 v. Chr.
- Aurelius Cotta, Gaius, römischer Konsul 252 und 248 v. Chr. sowie Zensor 241 v. Chr.
- Aurelius Cotta, Gaius, römischer Politiker und Redner
- Aurelius Cotta, Lucius, römischer Konsul 144 v. Chr.
- Aurelius Cotta, Lucius, römischer Politiker
- Aurelius Cotta, Lucius, römischer Politiker, Konsul 65 v. Chr.
- Aurelius Cotta, Marcus, römischer Politiker, Konsul 74 v. Chr.
- Aurelius Elpidephorus, Präfekt
- Aurelius Exoratus, Titus, römischer Soldat
- Aurelius Faustus, römischer Offizier (Kaiserzeit)
- Aurelius Flaccus, römischer Offizier (Kaiserzeit)
- Aurelius Flaccus Sempronius Hispanus, Lucius, römischer Offizier (Kaiserzeit)
- Aurelius Flaccus, Lucius, römischer Suffektkonsul (140)
- Aurelius Fulvus Antoninus, Marcus, Sohn des Antoninus Pius und der älteren Faustina
- Aurelius Fulvus Antoninus, Titus (161–165), Sohn des Mark Aurel und der jüngeren Faustina
- Aurelius Fulvus, Titus, römischer Senator, Großvater des Kaisers Antoninus Pius
- Aurelius Fulvus, Titus, römischer Senator, Vater des Kaisers Antoninus Pius
- Aurelius Gallus, Lucius, römischer Konsul (198)
- Aurelius Gallus, Lucius, römischer Suffektkonsul
- Aurelius Gallus, Lucius, römischer Suffektkonsul (146)
- Aurelius Gallus, Lucius, römischer Konsul 174
- Aurelius Iulianus, römischer Offizier (Kaiserzeit)
- Aurelius Iustus, Marcus, römischer Centurio
- Aurelius Lucilius, Marcus, römischer Centurio
- Aurelius Moravesus Servano, Titus, römischer Soldat
- Aurelius Nepos, Marcus, römischer Centurio
- Aurelius Optatus, römischer Offizier (Kaiserzeit)
- Aurelius Orestes, Lucius, römischer Konsul 126 v. Chr.
- Aurelius Orestes, Lucius, römischer Konsul 157 v. Chr.
- Aurelius Orestes, Lucius († 103 v. Chr.), römischer Konsul 103 v. Chr.
- Aurelius Pactumeius Fronto, Quintus, römischer Suffektkonsul (80)
- Aurelius Pannicus, römischer Offizier (Kaiserzeit)
- Aurelius Papirius Dionysius, Marcus, römischer Jurist und Präfekt von Ägypten
- Aurelius Quietus, Titus, Konsul 82
- Aurelius Quintus, römischer Offizier (Kaiserzeit)
- Aurelius Quirinus, Marcus, römischer Offizier (Kaiserzeit)
- Aurelius Salvius, Marcus, römischer Offizier (Kaiserzeit)
- Aurelius Saturninus, Militärperson (Römische Kaiserzeit)
- Aurelius Scaurus, Marcus († 105 v. Chr.), römischer Senator, Konsul 105 v. Chr.
- Aurelius Verinus, römischer Offizier (Kaiserzeit)
- Aurelius Victor, römischer Geschichtsschreiber
- Aurelius von Karthago, Bischof von Karthago
- Aurelius von Riditio, Bischof in Armenien
- Aurelius, Carl Axel (* 1948), schwedischer, lutherischer Bischof
- Aurelius, Erik der Ältere (1874–1935), schwedischer lutherischer Theologe, Bischof von Linköping
- Aurelius, Erik der Jüngere (* 1946), schwedischer Theologe und Bischof der Schwedischen Kirche
- Aurelius, Sextus, antiker römischer Goldschmied
- Aurell, Kathrine (1901–1986), schwedisch-norwegische Schriftstellerin und Drehbuchautorin
- Aurell, Tage (1895–1976), schwedischer Schriftsteller, Journalist und Übersetzer
- Aurelle de Paladines, Louis d’ (1804–1877), französischer GeneralLouis d’Aurelle de Paladines (1804–1877)

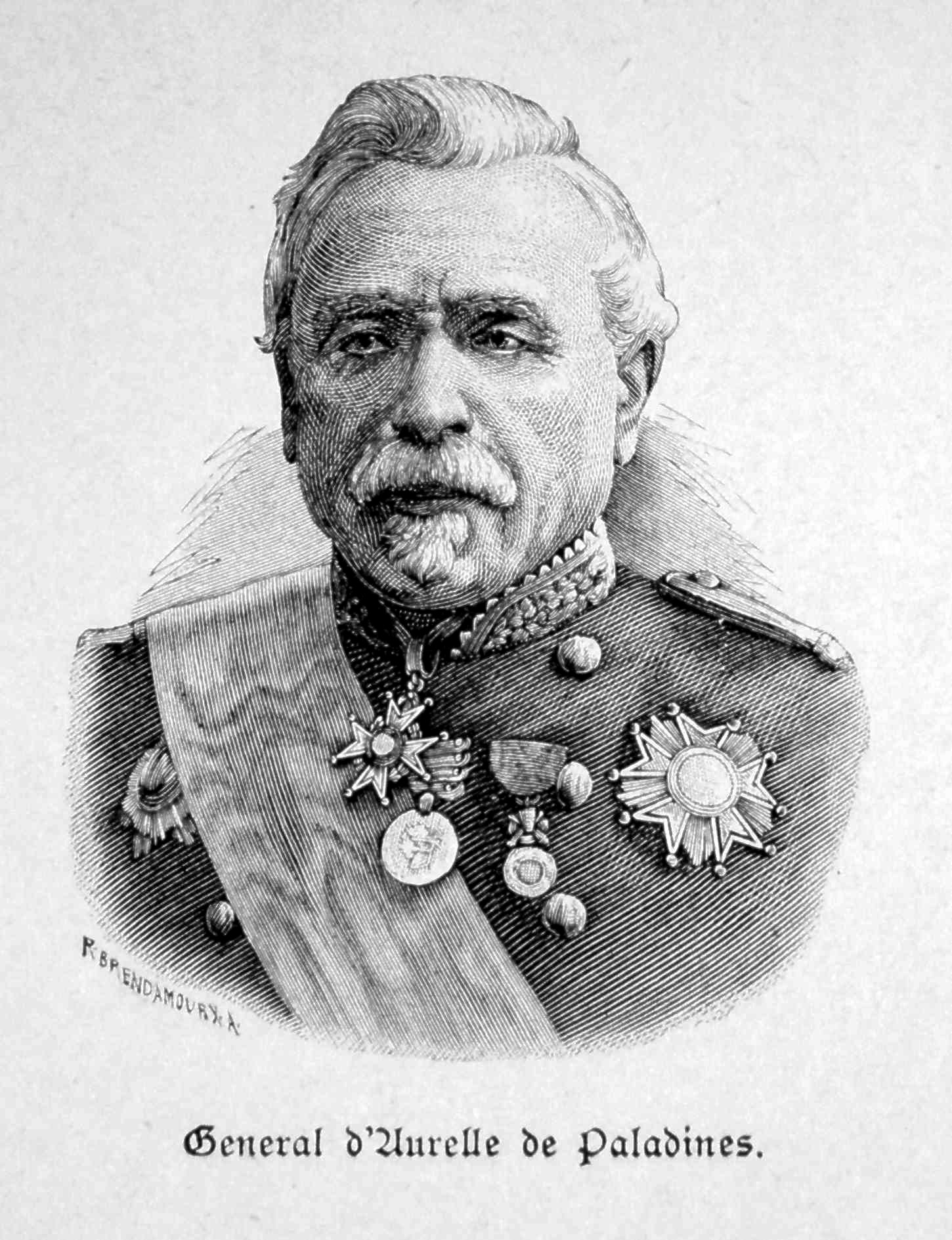
Louis d’Aurelle de Paladines (1804–1877)

- Aurellius Commodus Pompeianus, Lucius, römischer Konsul 209
- Aurembiaix († 1231), Gräfin von Urgell
- Auremir (* 1991), brasilianischer Fußballspieler
- Aurenche, Jean (1903–1992), französischer Drehbuchautor
- Aurenche, Marie-Berthe (1906–1960), französische Malerin, Ehefrau von Max Ernst
- Aurenhammer, Hans (* 1958), österreichischer Kunsthistoriker
- Aureoli, Petrus, Theologe und Philosoph
- Aureolus († 268), römischer General
- Aureolus († 809), Graf in der spanischen Mark
- Aures, Inge (* 1956), deutsche Politikerin (SPD), MdL
- Aures, Michael (1888–1982), deutscher Musikpädagoge, Zithervirtuose und Komponist
- Aurescu, Bogdan (* 1973), rumänischer Diplomat und Politiker (parteilos)
- Auret, Brandon (* 1972), südafrikanisch-US-amerikanischer Schauspieler und Filmproduzent
- Aureus, Märtyrer, Bischof von Mainz

### Auri
- Auria, Jean-Luc D’ (* 1999), Schweizer Rennfahrer
- Auriacombe, Louis (1917–1982), französischer Dirigent
- Auric, Georges (1899–1983), französischer KomponistGeorges Auric (1899–1983)

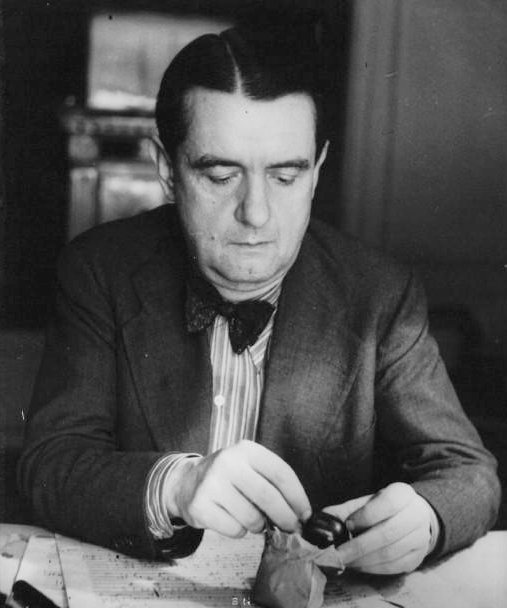
Georges Auric (1899–1983)

- Auricchio, Gennaro (1906–1969), italienischer Industrieller und Motorrad- sowie Automobilrennfahrer
- Auricchio, Vincenzo (1916–1970), italienischer Automobil- und Motorbootrennfahrer sowie Industrieller
- Aurich, Eberhard (* 1946), deutscher Politiker (FDJ), MdV, 1. Sekretär des Zentralrates der FDJ in der DDR
- Aurich, Frithjof (1933–2013), deutscher Physiker
- Aurich, Gunda (* 1965), deutsche Drehbuchautorin, Hörspiel- und Synchronsprecherin, sowie Schauspielerin und Regisseurin
- Aurich, Gustav, deutscher Schwimmer
- Aurich, Hans Günter (1932–2024), deutscher Chemiker und Hochschullehrer
- Aurich, Harald (1932–2005), deutscher Biochemiker
- Aurich, Horst (1913–1995), deutscher Radsportler und Schrittmacher
- Aurich, Karsten (* 1970), deutscher Filmproduzent, Produktions- und Herstellungsleiter
- Aurich, Oskar (1877–1968), deutscher Bildhauer
- Aurich, Otto (1900–1961), österreichisch-niederländischer Schauspieler und Theaterleiter
- Aurich, Paul (1886–1965), deutscher Schriftsteller
- Aurich, Sophia (* 1992), deutsche Theaterregisseurin
- Auricht, Jeannette (* 1970), deutsche Politikerin (AfD), MdA
- Aurie, Larry (1905–1952), kanadischer Eishockeyspieler
- Auriemma, Geno (* 1954), italienisch-amerikanischer Basketballtrainer
- Aurier, Gabriel-Albert (1865–1892), französischer Schriftsteller und Kunstkritiker
- Aurier, Serge (* 1992), ivorischer FußballspielerSerge Aurier (* 1992)

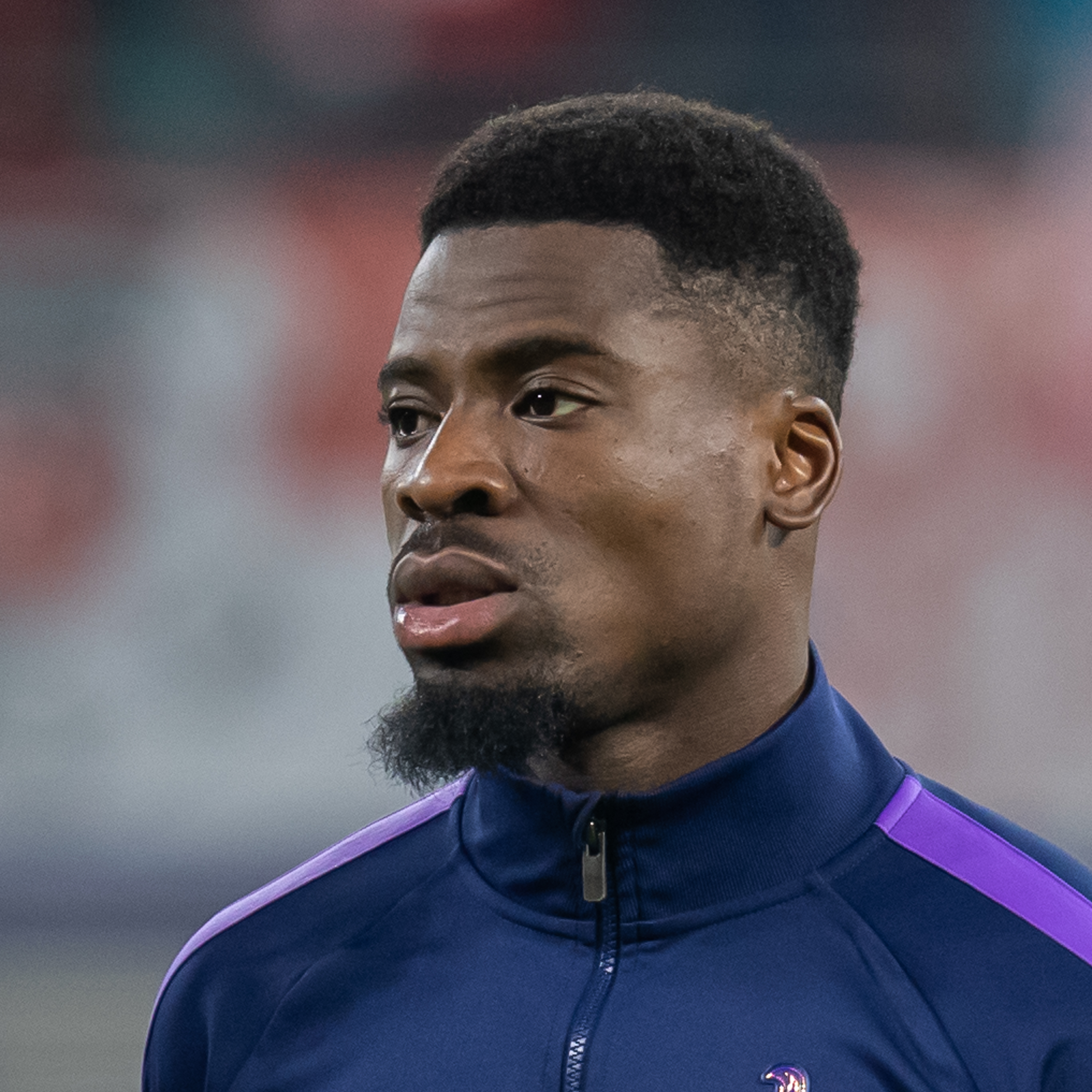
Serge Aurier (* 1992)

- Aurifaber, Andreas (1514–1559), deutscher Arzt
- Aurifaber, Johannes (1517–1568), deutscher lutherischer Theologe und Reformator
- Aurifaber, Johannes († 1575), deutscher lutherischer Theologe und Reformator
- Aurig, James (1857–1935), deutscher Fotograf
- Aurig, Rainer (* 1958), deutscher Historiker
- Aurigemma, Salvatore (1885–1964), italienischer Klassischer Archäologe
- Aurigny, Gilles d’ († 1553), französischer Jurist und Schriftsteller
- Aurillac, Michel (1928–2017), französischer Politiker
- Aurin, Ferdinand (1863–1942), deutscher Ministerialbeamter
- Aurin, Friedrich (1933–2021), deutscher Optiker
- Aurin, Kurt (1923–2017), deutscher Erziehungswissenschaftler
- Aurin, Margarete (1897–1989), deutsche Kindergärtnerin und Montessori-Pädagogin
- Aurino, Pietro (* 1976), italienischer Boxer
- Auriol, Charles Joseph (1778–1834), Schweizer Landschaftsmaler
- Auriol, Didier (* 1958), französischer Rallyefahrer
- Auriol, Emmanuelle (* 1966), französische Wirtschaftswissenschaftlerin
- Auriol, George (1863–1938), französischer Lyriker, Liedtexter, Grafiker und Künstler des Jugendstils
- Auriol, Hubert (1952–2021), französischer Motocross- sowie Enduro-Rennfahrer, Rallyefahrer
- Auriol, Jacqueline (1917–2000), französische Pilotin, durchbrach als erste Europäerin die Schallmauer, „Schnellste Frau der Welt“
- Auriol, Jean-Baptiste († 1881), französischer Clown und Artist
- Auriol, Vincent (1884–1966), französischer Politiker, Mitglied der Nationalversammlung und Präsident der französischen RepublikVincent Auriol (1884–1966)

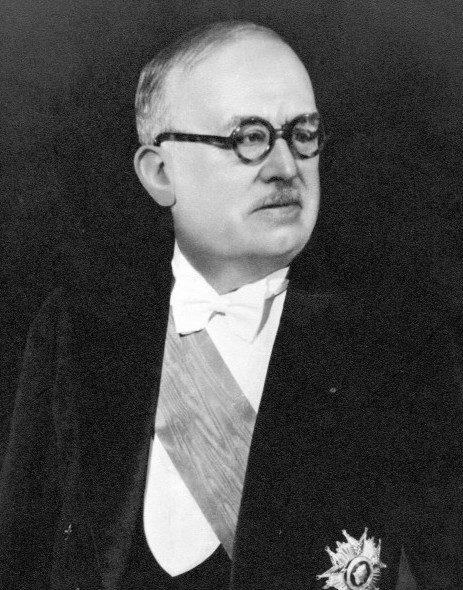
Vincent Auriol (1884–1966)

- Aurispa, Giovanni (1376–1459), italienischer Humanist
- Auriti, Marino (1891–1980), italo-amerikanischer Künstler
- Aurivillius, Carl Wilhelm Samuel (1854–1899), schwedischer Zoologe
- Aurivillius, Christopher (1853–1928), schwedischer Entomologe
- Aurivillius, Karin (1920–1982), schwedische Chemikerin und Kristallographin

### Aurl
- Aurland, Joachim (* 1996), norwegischer Skilangläufer

### Aurn
- Aurnhammer, Achim (* 1952), germanistisch-komparatistischer Literaturwissenschaftler

### Auro
- Aurogallus, Matthäus († 1543), deutscher Historiker, Sprachwissenschaftler und Hebraist
- Auroma, Marja (* 1949), finnische Skilangläuferin
- Aurora (* 1996), norwegische SängerinAurora (* 1996)

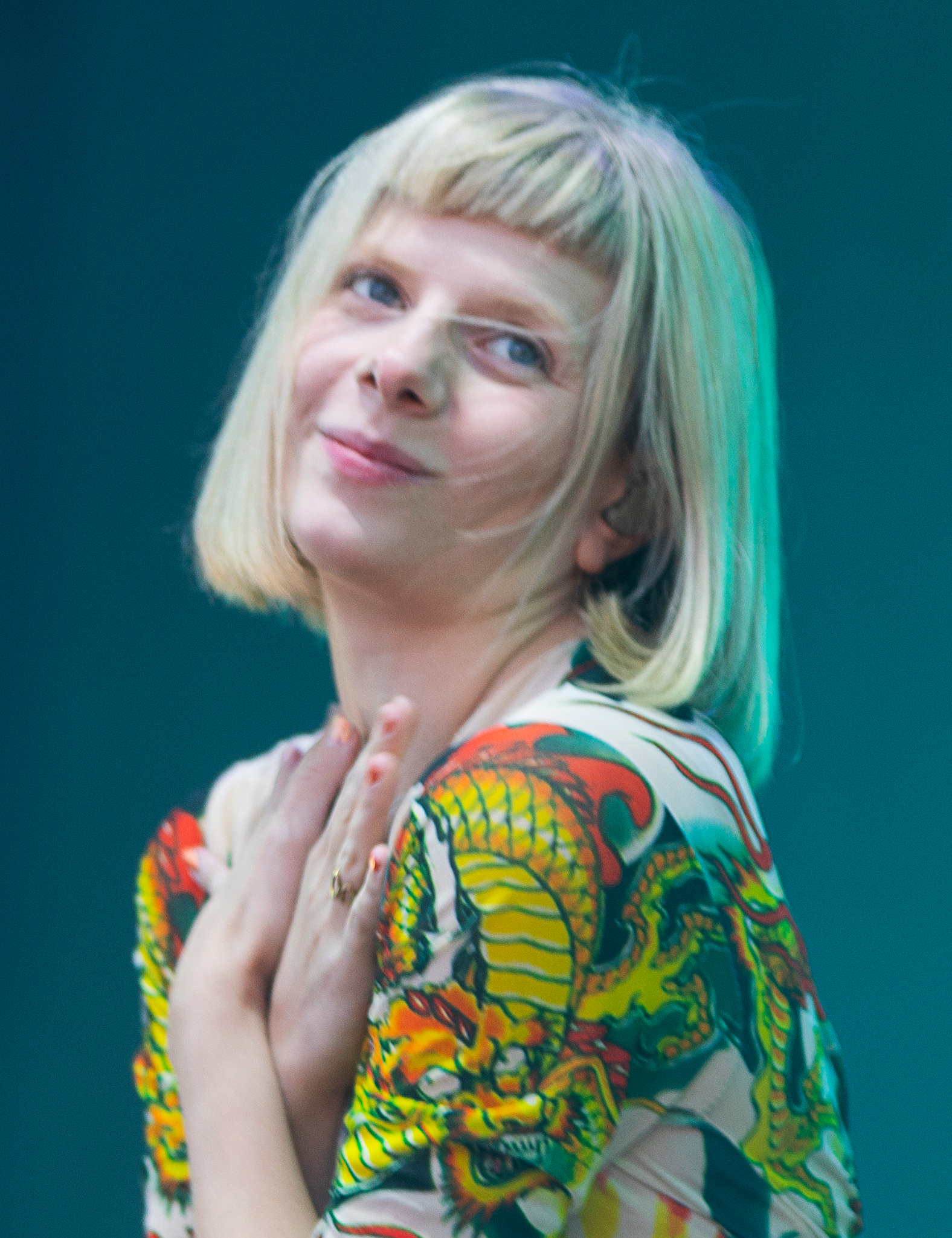
Aurora (* 1996)

- Aurora, Jagjit Singh (1916–2005), indischer Generalleutnant
- Aurora, Raveena (* 1993), amerikanische Sängerin und Songschreiberin
- Aurora, Valerie Anita (* 1978), US-amerikanische Informatikerin und feministische Aktivistin
- Auroux, Denis (* 1977), französischer Mathematiker
- Auroux, Jean (* 1942), französischer Politiker (PS), Mitglied der Nationalversammlung
- Auroux, Mailen (* 1988), argentinische Tennisspielerin

### Aurp
- Aurpach, Johann (1531–1582), deutscher Dichter und Jurist

### Aurr
- Aurrecochea, Pablo (* 1981), uruguayischer Fußballspieler
- Aurrecoechea Palacios, Miguel Saturnino (1904–1997), spanischer römisch-katholischer Ordensgeistlicher, Apostolischer Vikar von Machiques

### Aurs
- Aursnes, Fredrik (* 1995), norwegischer Fußballspieler

### Aurt
- Aurtenetxe, Jon (* 1992), spanischer Fußballspieler
- Aurthur, Robert Alan (1922–1978), US-amerikanischer Schriftsteller, Drehbuchautor und Filmproduzent

### Auru
- Aurunceius Felicessemus, römischer Offizier (Kaiserzeit)
- Aurunculeius Cotta, Lucius († 54 v. Chr.), Legat Caesars

### Aurv
- Aurvåg, Trond Fausa (* 1972), norwegischer Schauspieler

### Aury
- Aury, Louis Michel (1786–1821), französischer Pirat